# 田代誠
田代 誠（たしろ まこと、1971年3月3日 - ）は、日本のボディビルダー。鹿児島県出身。日本ボディビル・フィットネス連盟が主催する日本ボディビル選手権において2001年から2004年にかけて4連覇を達成した。